# Shinkamigotō
Shinkamigotō (新上五島町, Shinkamigotō-chō) est un bourg japonais situé dans la préfecture de Nagasaki. Il se situe principalement sur les îles Nakadori et Wakamatsu ainsi que sur plusieurs autres petites îles, dans l'archipel des îles Gotō (dont il constitue la partie nord) à l'ouest de Nagasaki.

## Géographie

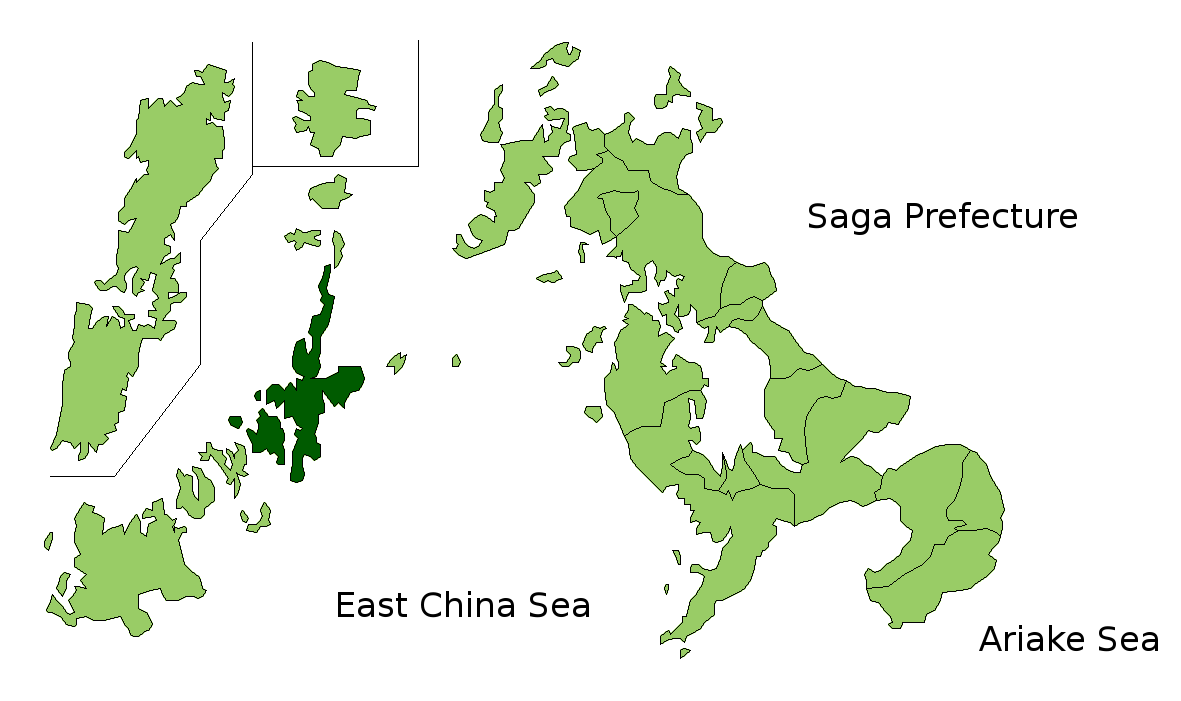
Shinkamigotō dans la préfecture de Nagasaki.

### Situation
La ville a été créée le 1er août 2004 après la fusion des villes d'Arikawa, Kamigotō, Narao, Shin-Uonome et Wakamatsu, faisant toutes partie du district de Minami-Matsuura. Elle occupe les deux îles principales de Nakadōri et Wakamatsu, ainsi que plusieurs îles plus petites, dont les îles peuplées d'Arifuku, Hino, Ryonamaura, Kashiragashima et Kirinoko qui sont principalement reliées entre elles par des ponts. Nakadori et Wakamatsu sont les plus grandes îles ainsi que les plus peuplées, et Kashiragashima est connue pour abriter la célèbre église de Kashiragashima et l'ancien aéroport de Kamigotō.
Les îles qui composent le territoire de la ville de Shin-Kamigotō forment également la moitié nord-est de l'archipel des îles Gotō, qui est à l'origine du nom Kamigotō (littéralement, « Cinq îles supérieures »), dans lequel Gotō (« Cinq îles ») est le nom de l'ensemble de l'archipel, et Kami- (« supérieur ») fait référence au fait que cette moitié de l'archipel est située plus près de la capitale japonaise par rapport à la moitié sud-ouest. Le préfixe Shin- (新) au début du nom de la ville signifie « nouveau », donc son nom complet peut être traduit littéralement en anglais par « New Upper Five Islands Town », bien que le nom puisse être interprété comme faisant référence à la ville comme une nouvelle version agrandie de l'ancienne ville de Kamigotō, qui était centrée sur le port d'Aokata du côté ouest du milieu de l'île de Nakadōri.

### Démographie
En 2011, le bourg de Shinkamigotō avait une population estimée à 21 584 habitants, répartis sur une superficie de 213,98 km2 (densité de population de 101 hab./km2) tandis qu'au 31 mars 2017, la ville comptait une population estimée à 19 866 et une densité de 93 personnes par km2.

## Histoire
Des habitants descendent de chrétiens de l'Église catholique (les kakure kirishitan). Ils ont adopté la foi catholique lors de l'introduction du christianisme au Japon par l'intermédiaire de missionnaires portugais à la fin du XVIe siècle. Jusqu'au début de l'ère Meiji, ces Japonais ont été persécutés pour leurs croyances.

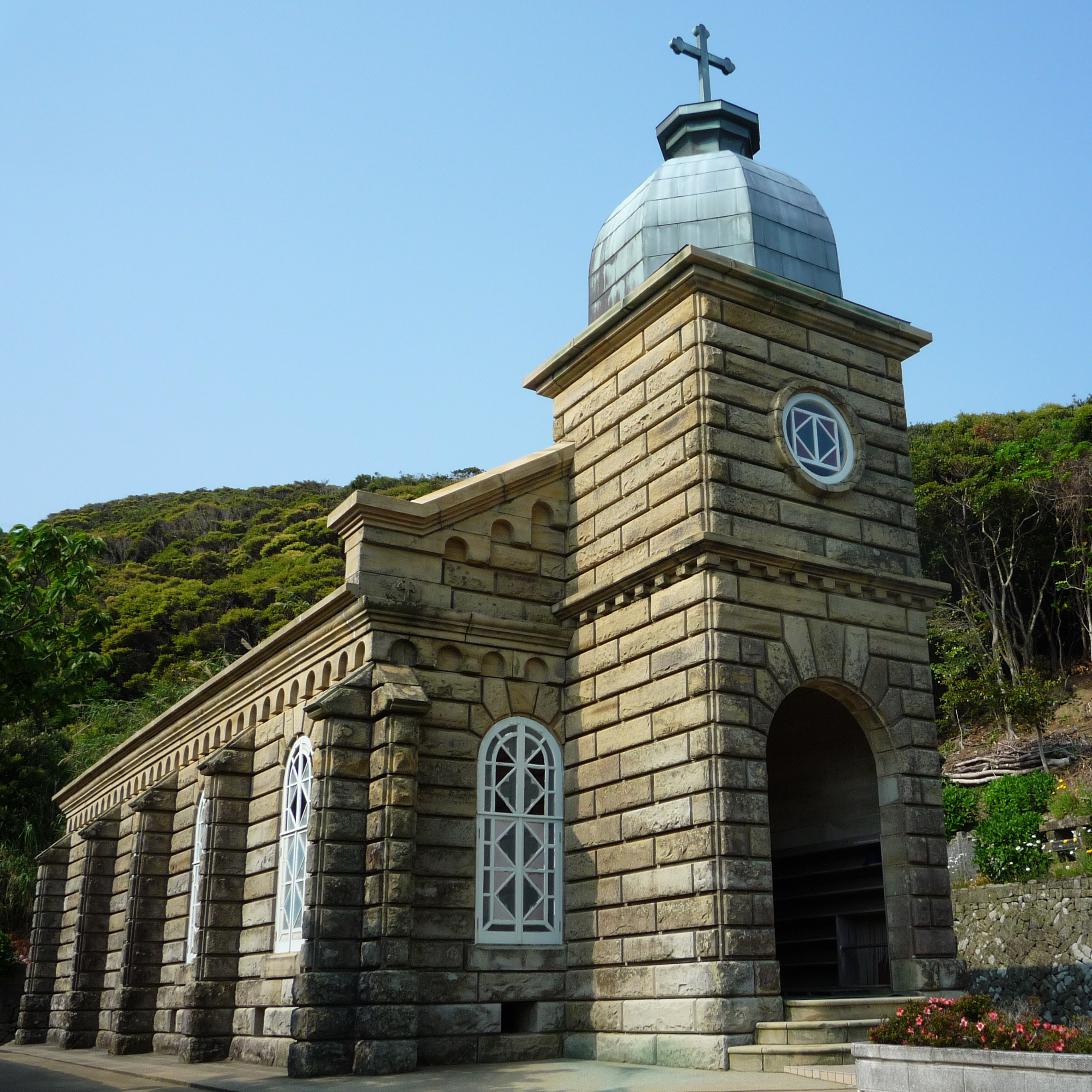
Église de Kashiragashima.
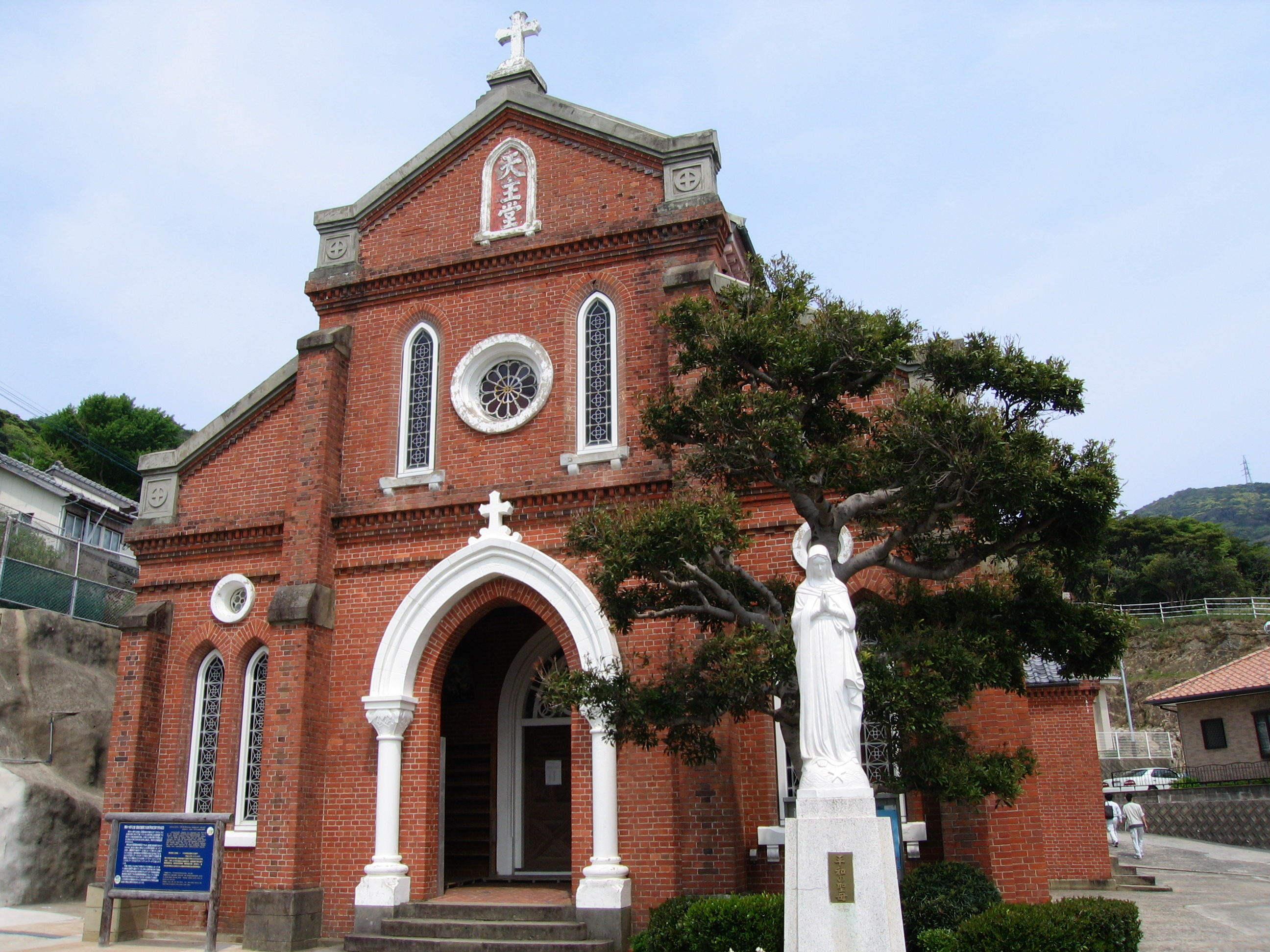
Église d'Aosagaura.